# 劉恩源
劉 恩源（りゅう おんげん）は、中華民国の政治家・軍人。北京政府の要人。字は文泉。

## 事跡
天津武備学堂を卒業後、ドイツに留学した。帰国後は、陸軍部参議、大総統府軍事顧問、浦口商埠事宜督弁などを歴任した。
1923年（民国12年）1月、張紹曽内閣で財政総長に起用され、塩務署督弁も兼任する。しかし同年5月、早くも辞任する。以後は天津に寓居した。1935年（民国24年）12月、冀察政務委員会の顧問に任用される。あわせて東亜協進会常務理事に就任した。
以後、劉恩源の行方は不明である。